# Honduras világörökségi helyszínei
Honduras területéről eddig két helyszín került fel a világörökségi listára, négy további helyszín a javaslati listán várakozik felvételre.
| | Copán |
| 1980 |       |
| Kulturális (IV)(VI) |       |
| Védett terület: 16 ha, hivatkozás: 129 |       |
| A guatemalai határ közelében álló, harminc hektár területen elhelyezkedő Copán romvárosa egyike a maja civilizáció legfontosabb emlékeinek. A maja fennhatóság alatt álló területek délkeleti részének központja volt. A terület már i. e. 2000-től lakott volt, virágkorát azonban a többi maja városhoz hasonlóan i. sz. 250 és 900 között élte. Nem sokkal 900 után ismeretlen okból elnéptelenedett. A spanyol hódító Diego Garcia 1570-ben felfedezte, de ezután ismét feledésbe merült és csak a 19. században tárták fel. A városközpont eddig feltárt részéhez tartozik az egymással összekapcsolt épületekből, piramisokból és teraszokból álló „Akropolisz”, a Copán legjelentősebb műemlékének tartott „Hieroglifás lépcsősor”, több mint 2500 vésett jellel (az eddig felfedezett leghosszabb maja szöveggel), a Q oltár, rajta tizenhat uralkodó nevével és a jelzőkövekkel ellátott labdajátéktér. Az épületeken kívül Copán jellegzetességei még a 618 és 738 közötti időszakból származó faragott sztélék, amelyekből eddig húszat állítottak helyre. |       |

| | Río Plátano Bioszféra-rezervátum |
| 1982 |                                  |
| Veszélyeztetett világörökségi helyszínek listájára került: 1996 - 2007, 2011 - |                                  |
| Természeti (VII)(VIII)(IX)(X) |                                  |
| Védett terület: 350 000 ha, puffer zóna: 150 000 ha, hivatkozás: 196 |                                  |
| A Honduras északkeleti részében, a Moszkító régióban található rezervátum a Karib-tenger partjától délnyugati irányban a szárazföld belseje felé nyúlik el és magába foglalja a Platano folyó szinte teljes vízgyűjtő területét. A körülbelül 8300 négyzetkilométer összterületű bioszféra rezervátum gazdag növény- és állatvilágnak ad otthont. A Rio Platano érintetlen partszakaszain túl lagúnák és part menti szavannák húzódnak, nádasokkal, pálmákkal és fenyőerdőkkel. Az rezervátumban élő növényfajok száma meghaladja a kétezret, ezen kívül 39 emlős, 377 madár és 126 hüllő, valamint kétéltű fajt tartanak nyilván. A rezervátum területén prekolumbián kultúrák maradványait fedezték fel, több mint kétszáz lelőhelyen. Ezek közül legfontosabb a Ciudad Blanka (Fehér város), a maja civilizáció egyik jelentős városának maradványa. A területen folytatott illegális fakitermelés, halászat és orvvadászat miatt 2011-től a rezervátum a veszélyeztetett világörökségi helyszínek listáján szerepel. |                                  |

## Elhelyezkedésük
| Világörökségi helyszínek               |
| -------------------------------------- |
| Copán Río Plátano Bioszféra-rezervátum |

## Javasolt helyszínek
| Megnevezés | Kép | Típus      | Kritérium  | Év   | Link |
| --- | --- | ---------- | ---------- | ---- | ---- |
| Río Plátano Bioszféra-rezervátum kiterjesztés                                                                                             |     | Természeti | VII, IX, X | 2019 | 6383 |
| San Fernando de Omoa-erőd |     | Kulturális | IV         | 2021 | 6540 |
| El Gigante sziklamenedék |     | Kulturális | III, IV, V | 2021 | 6542 |
| Középső- és Dél-Honduras bányavárosai : Santa Lucía, Cedros, Ojojona-Guazucarán, San Antonio de Oriente, Tegucigalpa, Yuscarán, El Corpus |     | Kulturális | IV         | 2021 | 6543 |